# Grattacieli di Buffalo
La città di Buffalo, nello stato di New York, possiede 18 edifici più alti di 75 metri. Con un'altezza di 161 metri, l'edificio più elevato della città è la Torre Seneca One.

## Grattacieli più alti
| Pos. | Nome                                       | Immagine | Altezza (m) | Piani | Anno | Note                              |
| ---- | ------------------------------------------ | -------- | ----------- | ----- | ---- | --------------------------------- |
| 1    | Torre Seneca One                           |          | 161         | 38    | 1974 | - Grattacielo più alto di Buffalo |
| 2    | Edificio Rand                              |          | 119         | 29    | 1929 |                                   |
| 3    | Municipio di Buffalo                       |          | 115         | 32    | 1931 |                                   |
| 4    | Main Place Tower                           |          | 107         | 26    | 1969 |                                   |
| 5    | Edificio Liberty                           |          | 105         | 23    | 1925 |                                   |
| 6    | One M&T Plaza                              |          | 97          | 21    | 1966 |                                   |
| 7    | Torre della General Electric               |          | 90          | 14    | 1912 |                                   |
| 8    | Cattedrale di San Paolo                    |          | 84          | -     | 1851 |                                   |
| 9    | 50 Fountain Plaza                          |          | 83          |       | 1990 |                                   |
| 10   | Buffalo Central Terminal                   |          | 83          | 20    | 1929 |                                   |
| 11   | Erie County Hall                           |          | 82          | 4     | 1876 |                                   |
| 12   | Hotel Statler                              |          | 81          | 19    | 1923 |                                   |
| 13   | 10 Lafayette Square                        |          | 80          | 20    | 1959 |                                   |
| 14   | Edificio Verizon/AT&T                      |          | 79          | 16    | 1913 |                                   |
| 15   | Robert H. Jackson United States Courthouse |          | 78          | 10    | 2011 |                                   |
| 16   | John R. Oishei Children's Hospital         |          | 77          | 12    | 2017 |                                   |
| 17   | Main Seneca Building                       |          | 76          | 17    | 1915 |                                   |
| 18   | Genesee Building                           |          | 76          | 16    | 1923 |                                   |
| 19   | Chiesa di San Luigi                        |          | 75          | -     | 1889 |                                   |
| 20   | Old Post Office                            |          | 74          | 5     | 1901 |                                   |